# Hugues Fabrice Zango
Hugues Fabrice Zango (Uagadugú, 25 de junio de 1993) es un deportista burkinés que compite en atletismo, especialista en la prueba de triple salto.
Participó en tres Juegos Olímpicos de Verano, entre los años 2016 y 2024, obteniendo una medalla de bronce en Tokio 2020 y el quinto lugar en París 2024.
Ganó tres medallas en el Campeonato Mundial de Atletismo entre los años 2019 y 2023, y dos medallas en el Campeonato Mundial de Atletismo en Pista Cubierta, en los años 2024 y 2025.
Fue el abanderado de Burkina Faso en las ceremonias de apertura de los Juegos de Tokio 2020 (con la nadadora Angelika Ouédraogo) y París 2024 (con la atleta Marthe Koala).

## Palmarés internacional
| Juegos Olímpicos                     | Juegos Olímpicos        | Juegos Olímpicos  | Juegos Olímpicos |
| Año                                  | Lugar                   | Medalla           | Prueba           |
| ------------------------------------ | ----------------------- | ----------------- | ---------------- |
| 2020                                 | Tokio (Japón)           | Medalla de bronce | Triple salto     |
| Campeonato Mundial                   |                         |                   |                  |
| Año                                  | Lugar                   | Medalla           | Prueba           |
| 2019                                 | Doha (Catar)            | Medalla de bronce | Triple salto     |
| 2022                                 | Eugene (Estados Unidos) | Medalla de plata  | Triple salto     |
| 2023                                 | Budapest (Hungría)      | Medalla de oro    | Triple salto     |
| Campeonato Mundial en Pista Cubierta |                         |                   |                  |
| Año                                  | Lugar                   | Medalla           | Prueba           |
| 2024                                 | Glasgow (Reino Unido)   | Medalla de oro    | Triple salto     |
| 2025                                 | Nankín (China)          | Medalla de bronce | Triple salto     |